# Apocynoideae
Die Apocynoideae sind eine Unterfamilie in der Pflanzenfamilie der Hundsgiftgewächse (Apocynaceae). In diese Unterfamilie gibt es einige Arten deren Sorten als Zierpflanzen verwendet werden.

## Beschreibung

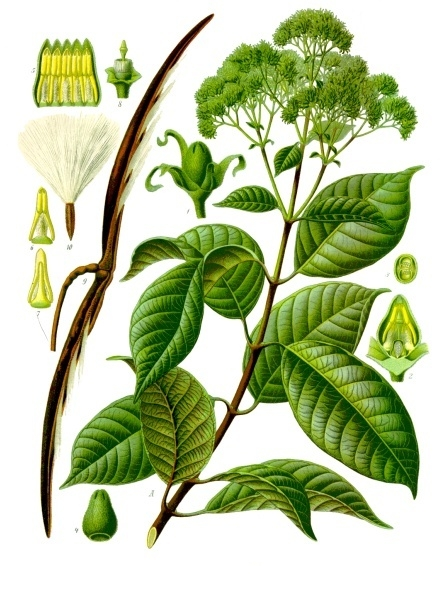
Tribus Apocyneae: Urceola elastica, Illustration aus Köhler's Medizinalpflanzen

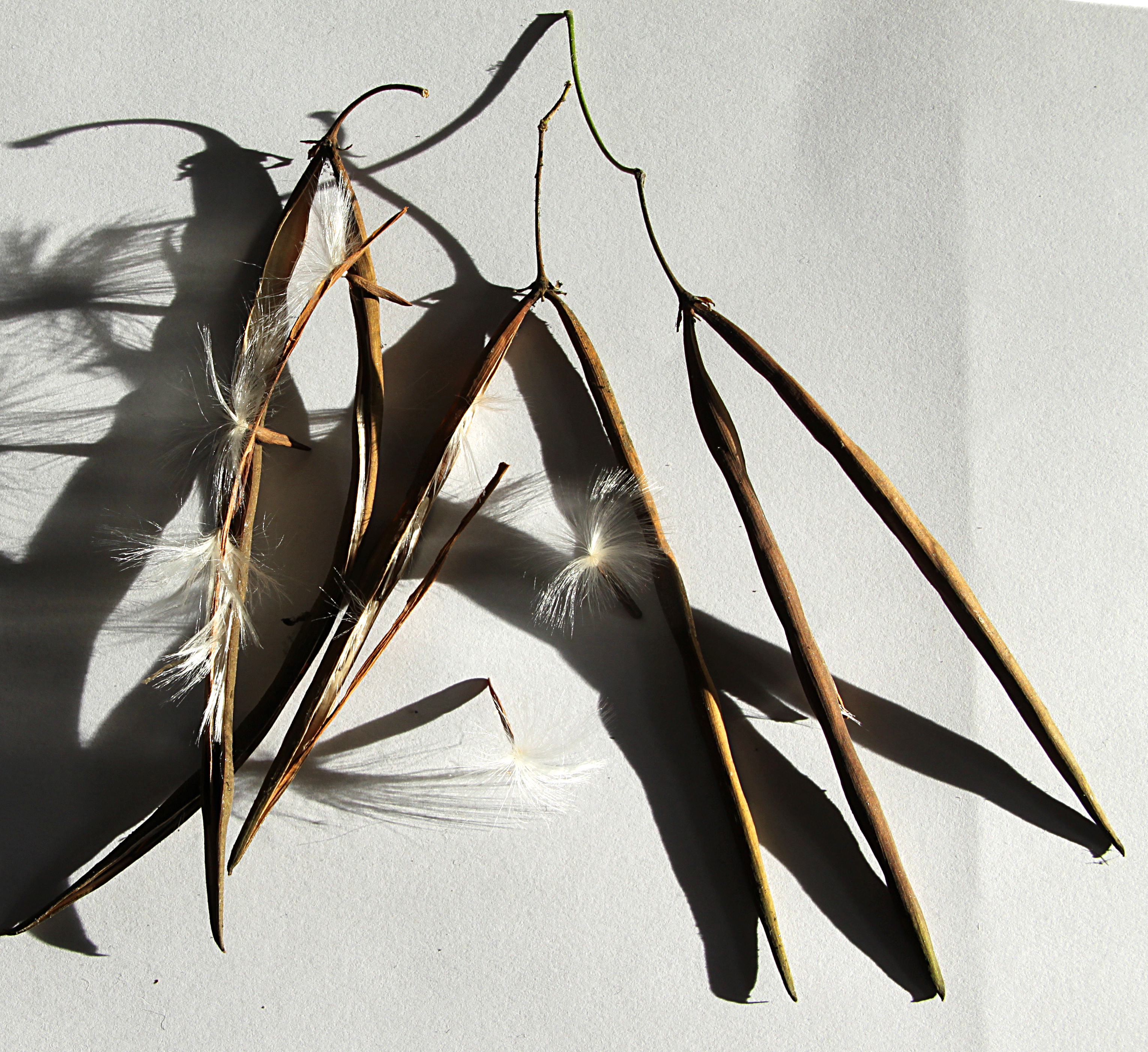
Tribus Apocyneae: Früchte und Samen von Trachelospermum jasminoides

### Erscheinungsbild und Blätter
In die Unterfamilie Apocynoideae gehören einige Bäume, Sträucher und krautige Pflanzen, vor allem aber Lianen und Sukkulente. Viele Arten enthalten einen (meistens klaren) Milchsaft. Die Mehrzahl der Arten ist immergrün. Die gegen- oder wechselständigen Laubblätter sind in der Regel einfach und ganzrandig. Nebenblätter sind vorhanden oder fehlen.

### Blütenstände, Blüten und Früchte
Es werden meist rispige Blütenstände gebildet.
Die zwittrigen, radiärsymmetrischen Blüten sind vier- oder fünfzählig mit einem doppelten Perianth. Die vier oder fünf Kelchblätter sind grün bis farbig. Die meist fünf Kronblätter sind röhrig oder trichterförmig verwachsen. Es ist nur ein Kreis mit fünf freien oder miteinander verwachsenen, fertilen Staubblättern vorhanden. Die Staubblätter sind oft mit den Fruchtblättern verwachsen oder anhaftend. Es ist oft ein Diskus vorhanden. Die meist zwei Fruchtblätter sind meist zu einem oberständig (synkarpen) Fruchtknoten verwachsen oder sie sind seltener apokarp; also frei.
Es werden Beeren, Stein-, Balg- oder Kapselfrüchte gebildet. Die Samen sind öfters behaart und/oder tragen einen Haarschopf.

## Systematik

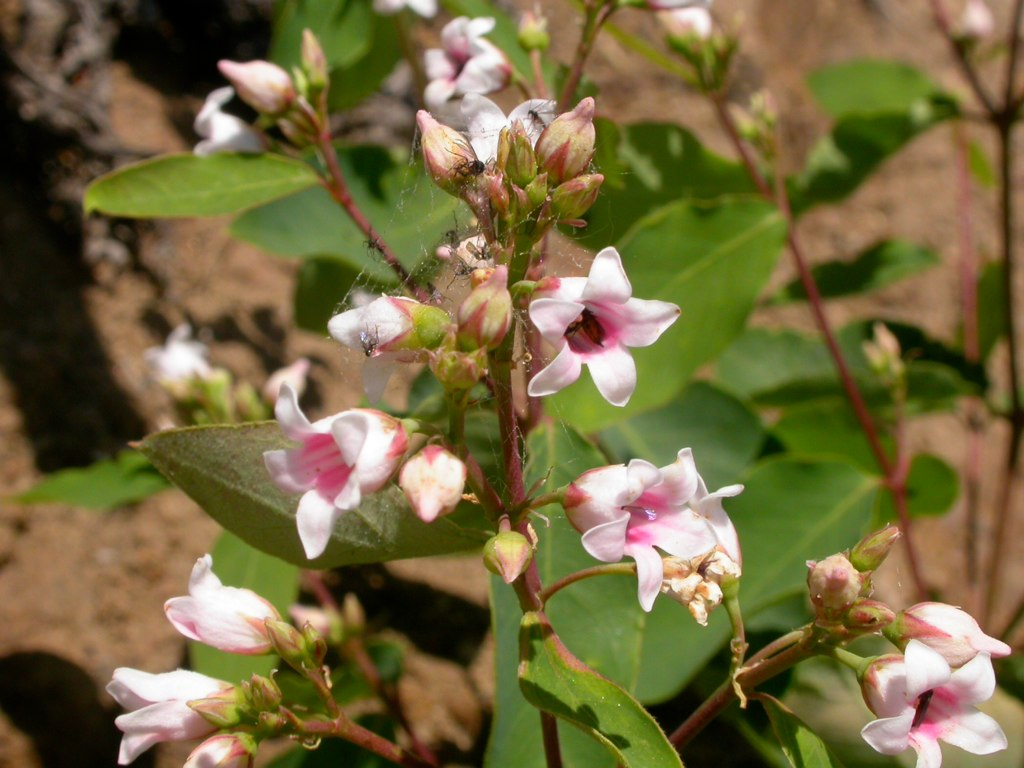
Tribus Apocyneae: Gewöhnliches Hundsgift (Apocynum androsaemifolium)

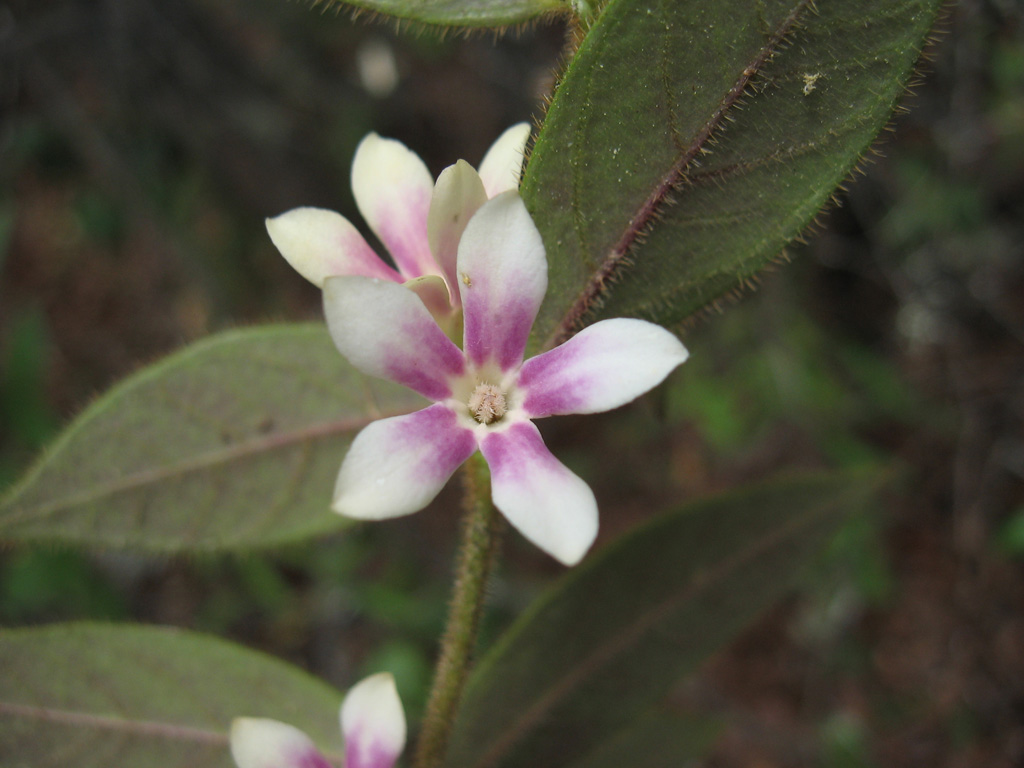
Tribus Apocyneae: Blüte von Elytropus chilensis

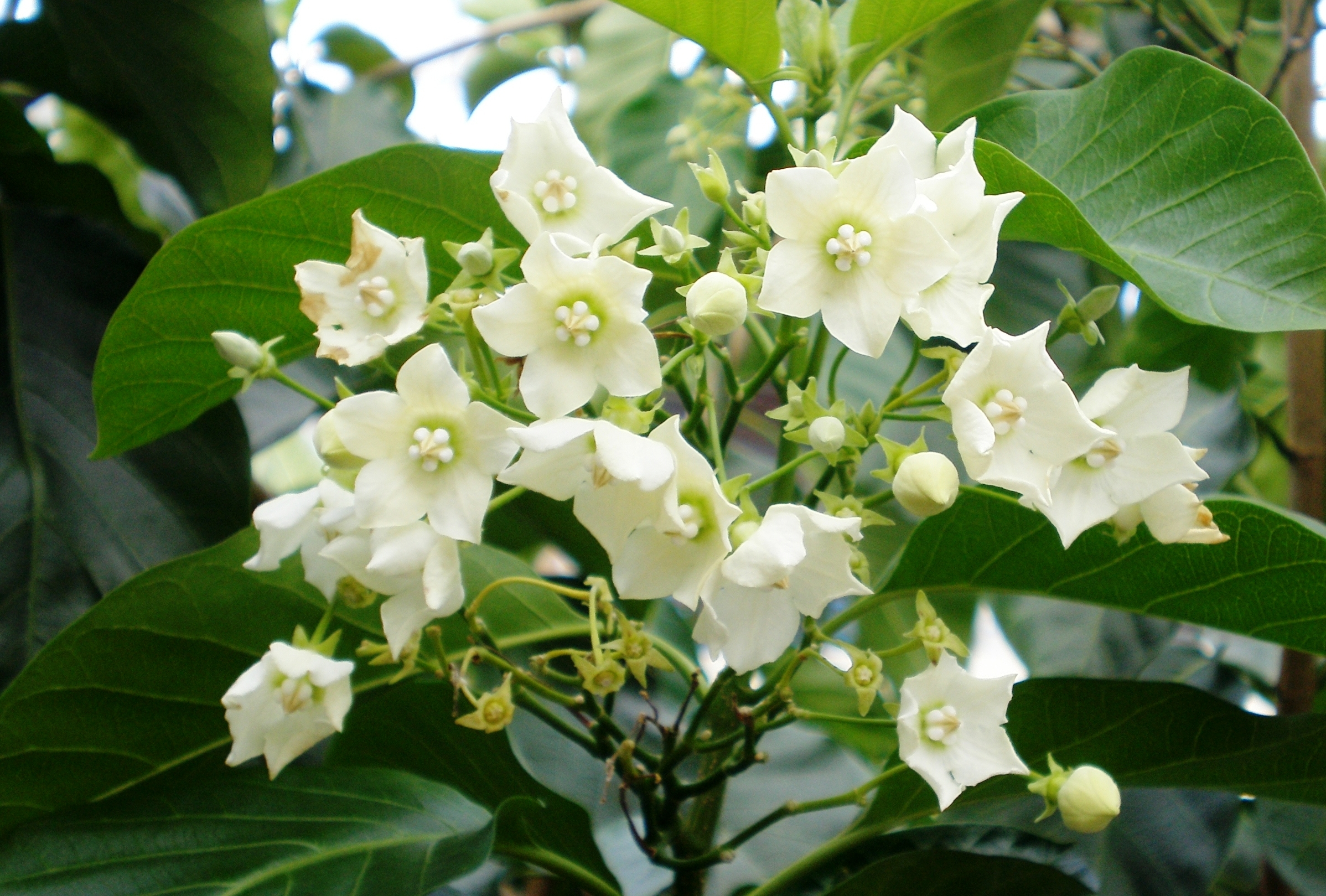
Tribus Apocyneae: Blütenstand von Vallaris glabra

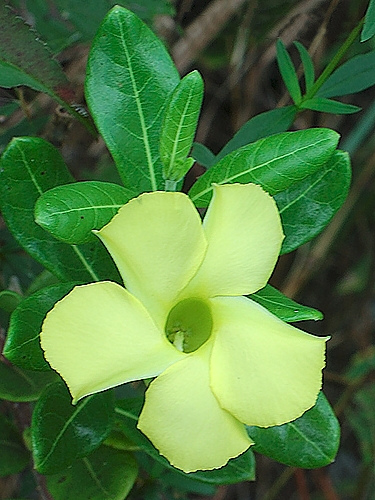
Tribus Echiteae: Blüte von Pentalinon luteum

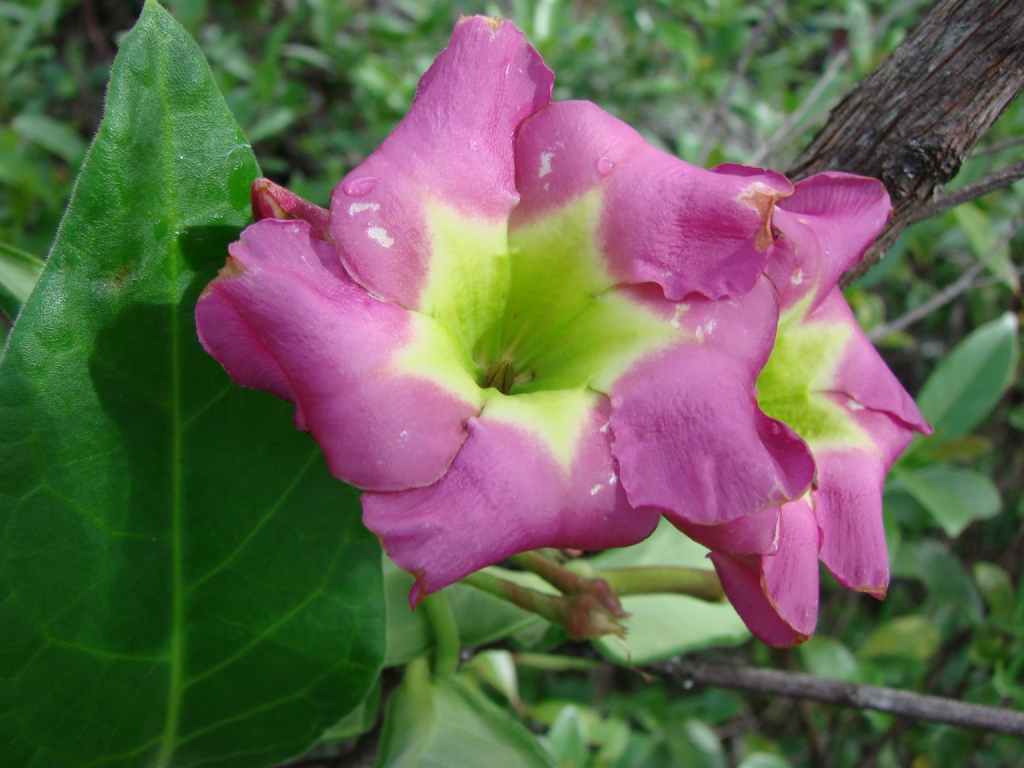
Tribus Echiteae: Blüte von Temnadenia violacea

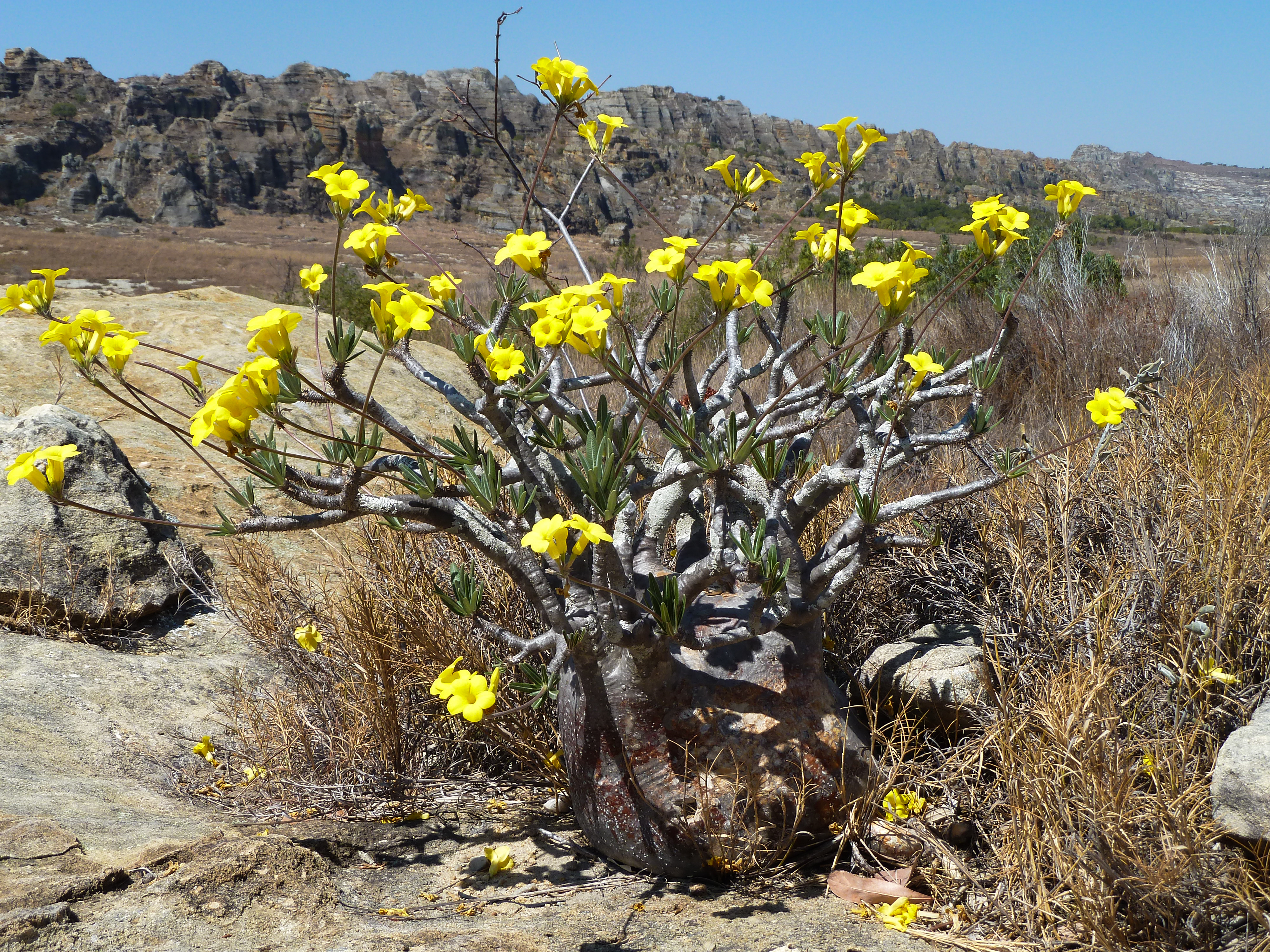
Tribus Malouetieae: Habitus und Blüten von Pachypodium rosulatum

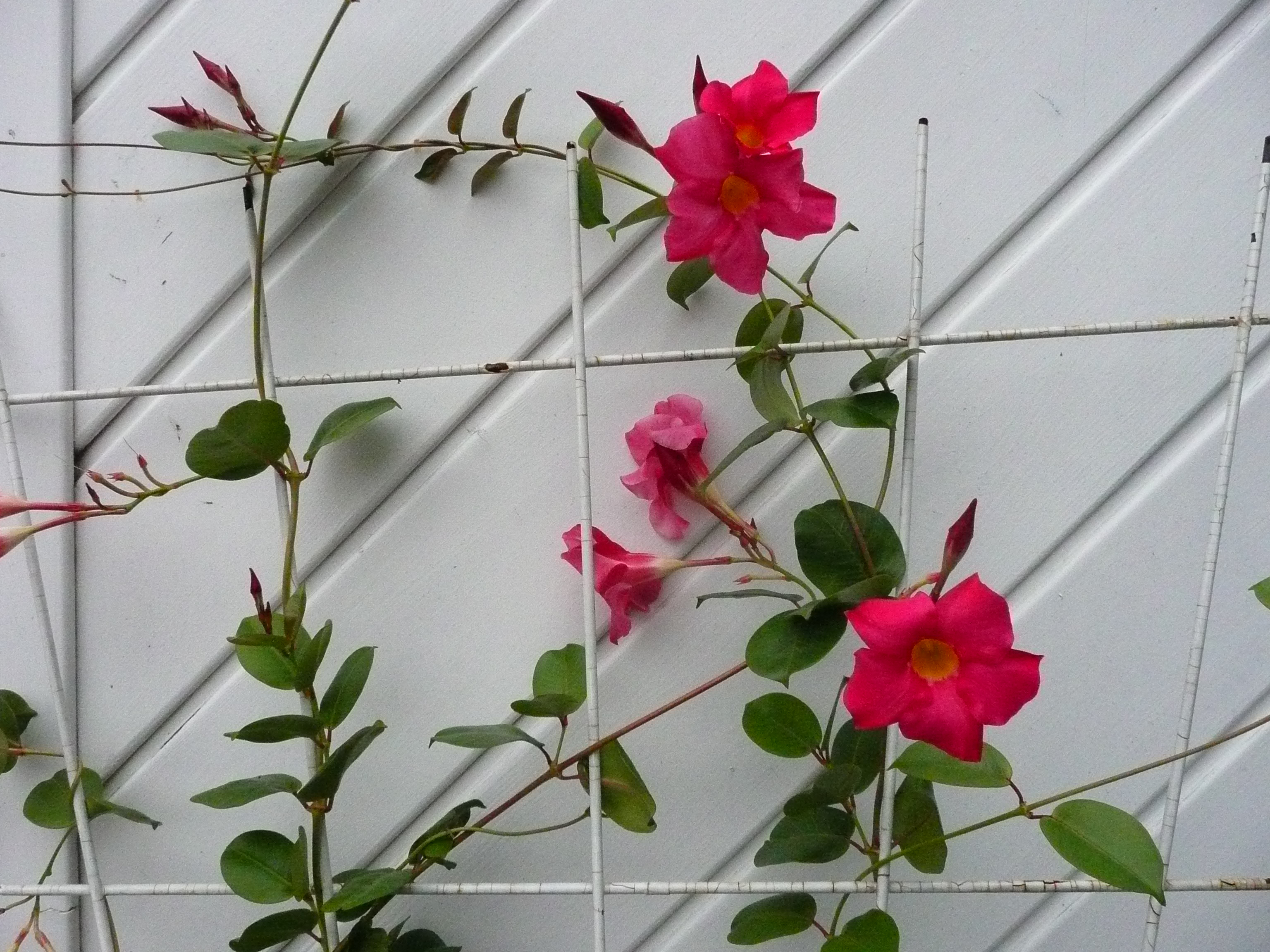
Tribus Mesechiteae: Mandevilla sanderi

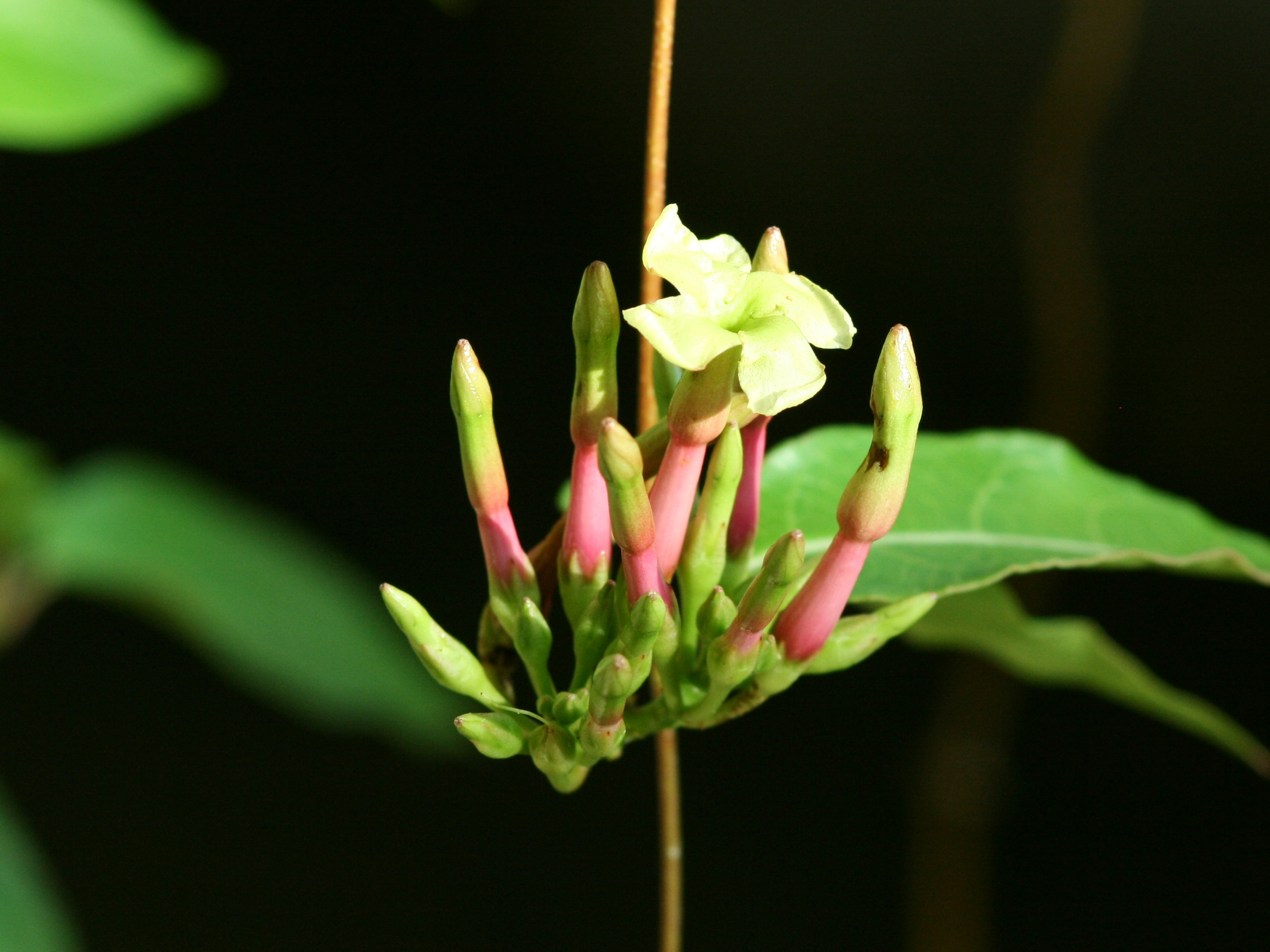
Tribus Mesechiteae: Blütenstand von Mesechites trifida

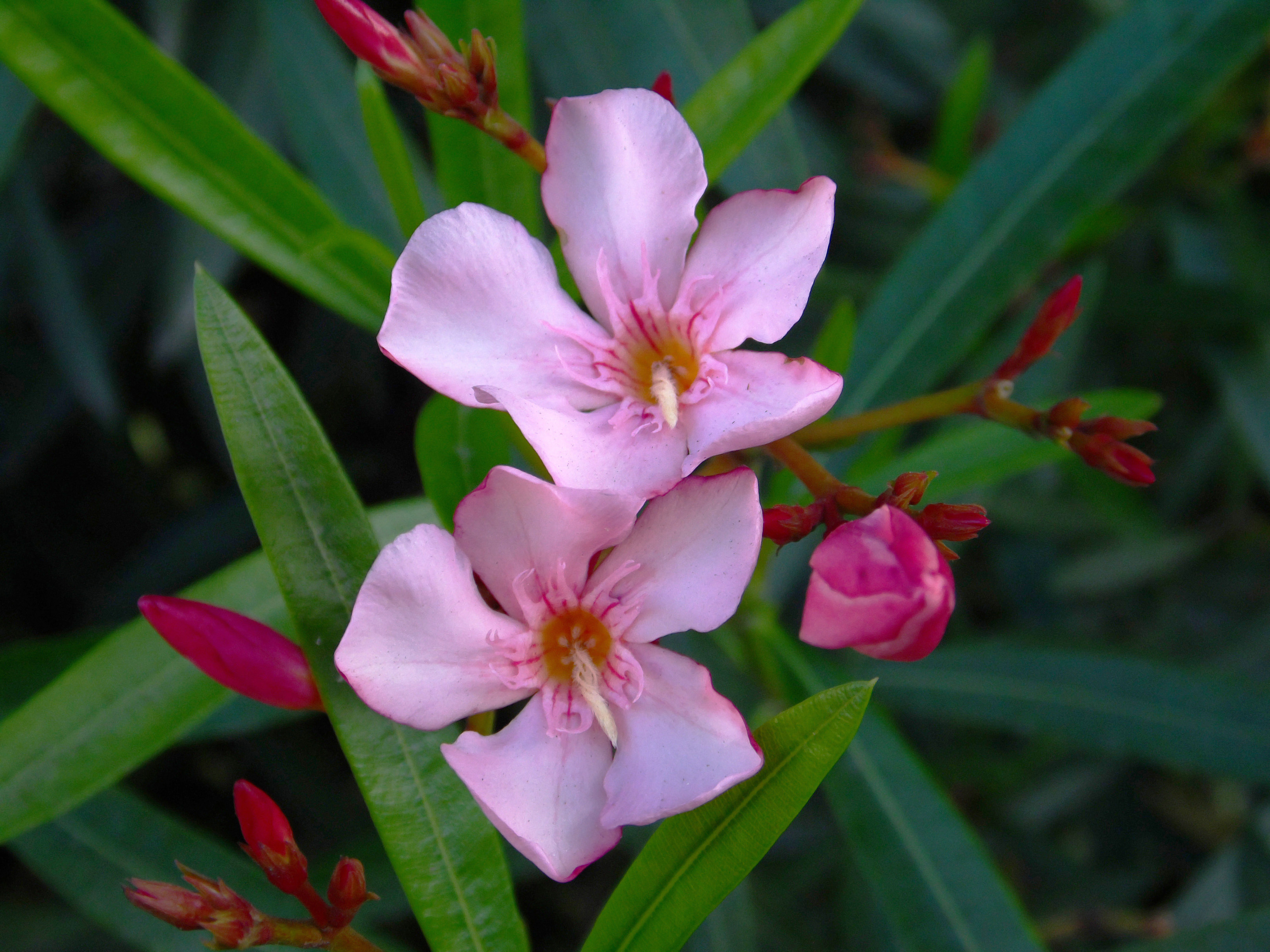
Tribus Nerieae: Oleander (Nerium oleander)

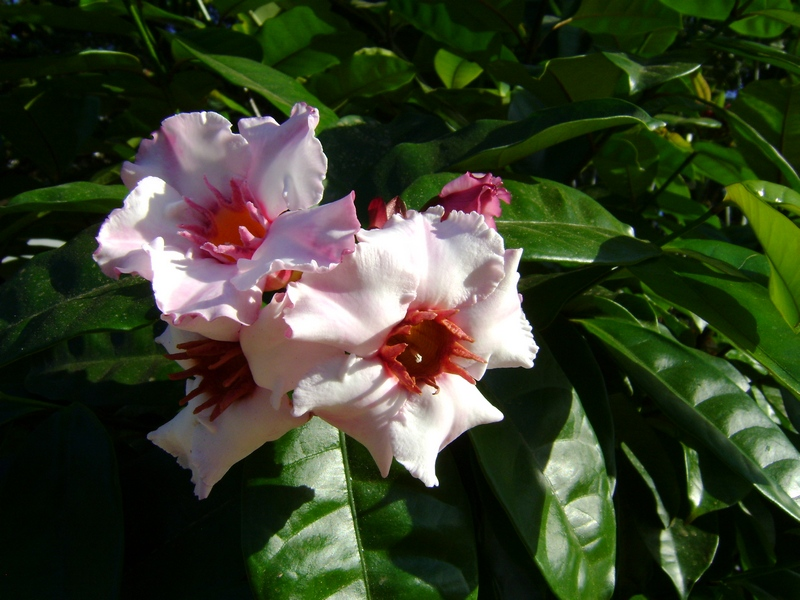
Tribus Nerieae: Laubblätter und Blütenstand von Strophanthus gratus

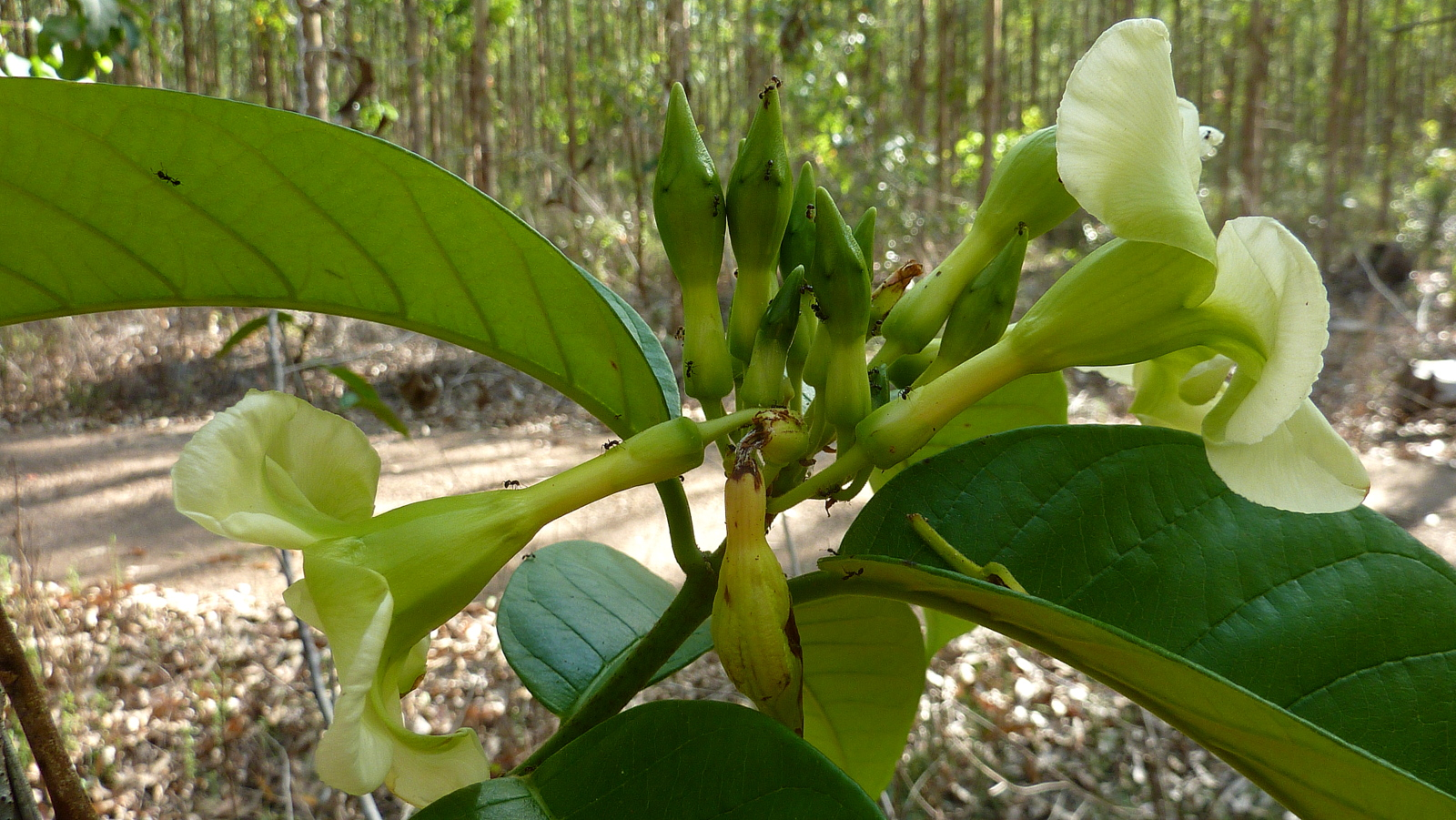
Tribus Odontadenieae: Zweig mit gegenständigen Laubblättern und Blütenstand von Odontadenia lutea

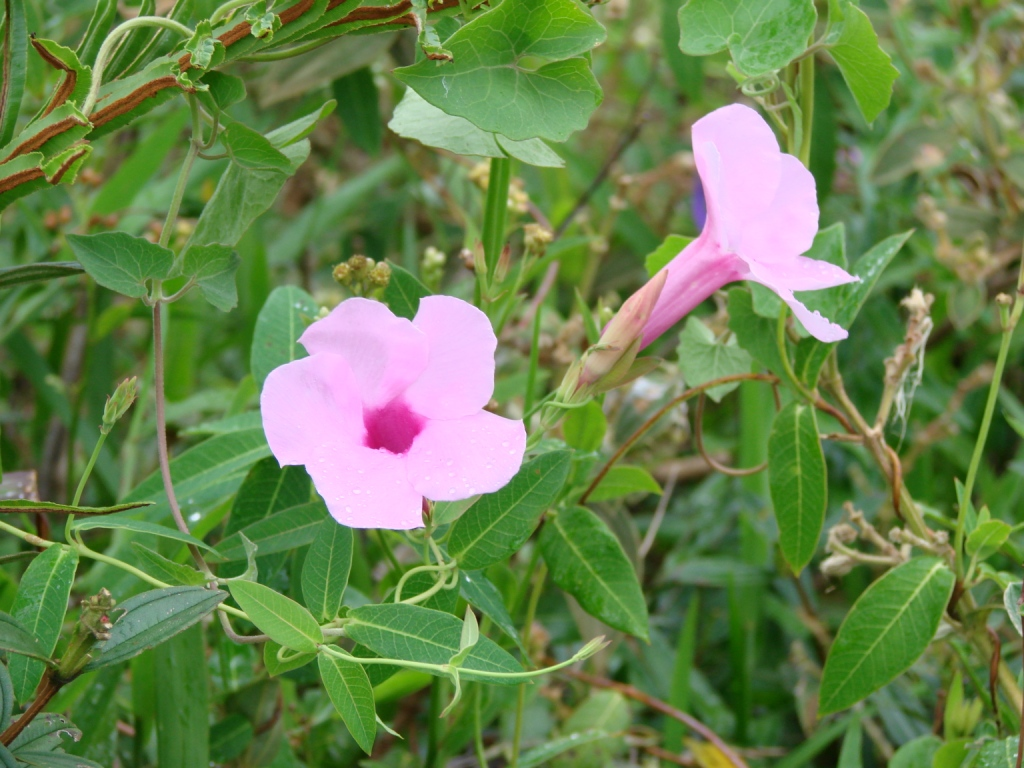
Tribus Rhabdadenieae: Laubblätter und Blüten von Rhabdadenia pohli

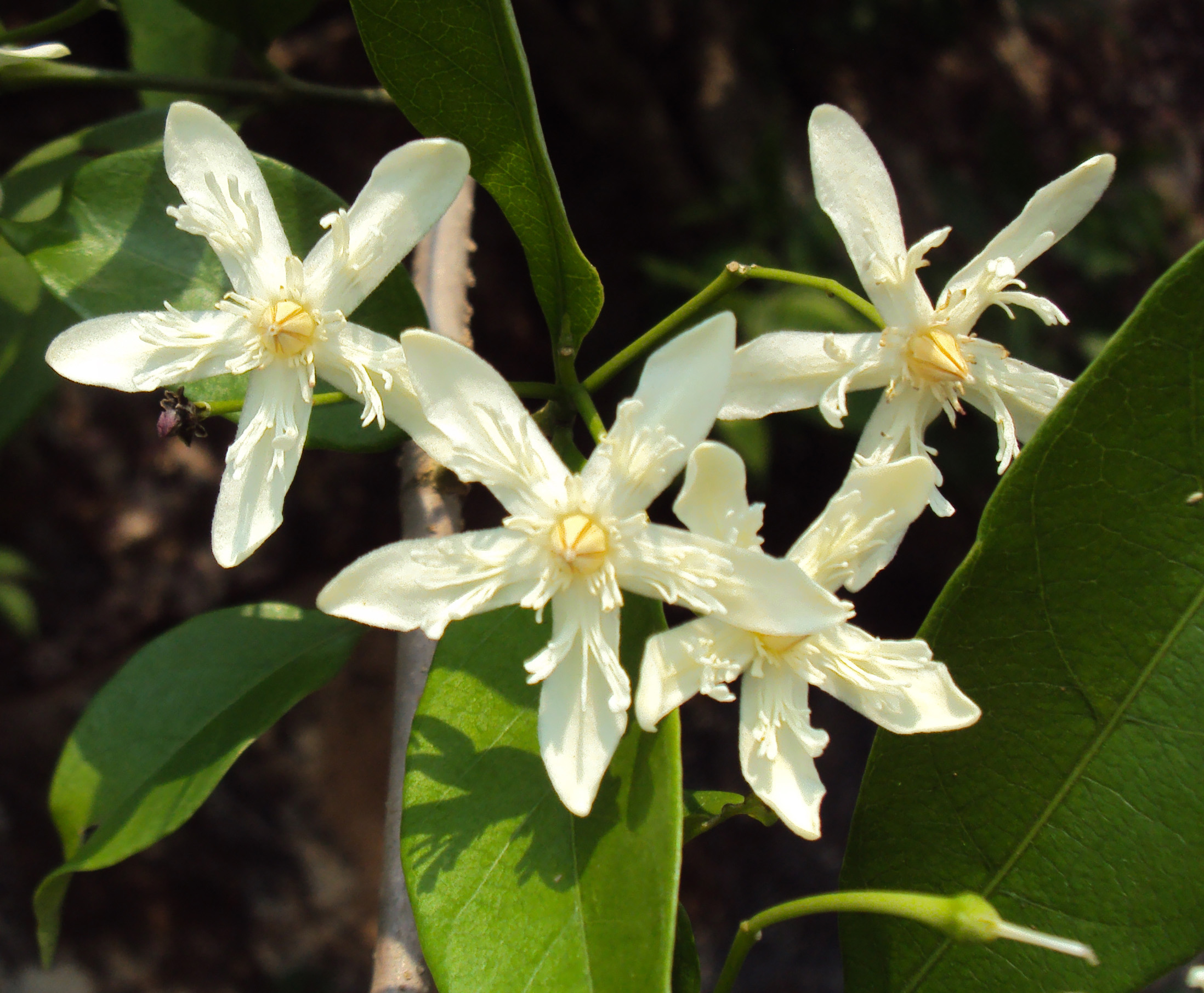
Tribus Wrightieae: Blütenstand von Wrightia tinctoria

Die Unterfamilie der Apocynoideae wurde 1835 durch Gilbert Thomas Burnett aufgestellt.
Die Unterfamilie der Apocynoideae enthält etwa 80 Gattungen.
Die Unterfamilie der Apocynoideae wurde bei Endress et al. 2007 in acht Tribus und seit Endress et al. 2014 in neun Tribus gegliedert:
- Tribus Apocyneae Rchb.:
  - Aganonerion Pierre ex Spire: Sie enthält nur eine Art:
    - Aganonerion polymorphum Spire: Sie kommt in Indochina vor.[1]

  - Aganosma (Blume) G.Don: Die etwa neun Arten kommen vom südlichen China bis ins westliche Malesien vor.[1]
  - Amalocalyx Pierre: Sie enthält nur eine Art:[1]
    - Amalocalyx microlobus Pierre ex Spire: Sie kommt vom südlichen Yunnan bis Indochina vor.[1]

  - Amphineurion (A.DC.) Pichon: Sie enthält nur eine Art:
    - Amphineurion marginatum (Roxb.) D.J.Middleton: Sie kommt vom tropischen Asien bis China vor.[1]

  - Anodendron A.DC.: Die etwa 17 Arten sind vom tropischen bis subtropischen Asien verbreitet.[1]
  - Apocynum L.: Die etwa vier Arten sind von Südeuropa bis China und in Nordamerika verbreitet.[1]
  - Baharuia D.J.Middleton: Sie enthält nur eine Art:
    - Baharuia gracilis D.J.Middleton: Sie kommt im nordwestlichen Sumatra und in Borneo vor.[1]

  - Beaumontia Wall.: Mit neun Arten, die vom tropischen Asien bis ins südliche China vorkommen.[1]
    - Nepal-Trompetenblume (Beaumontia grandiflora) Wall.: Aus Indien, Nepal, dem südlichen China und dem nördlichen Südostasien.

  - Chonemorpha G.Don: Die etwa zehn Arten kommen im tropischen Asien und in China vor.[1]
  - Cleghornia Wight: Die etwa zwei Arten kommen von Sri Lanka bis ins westliche Malesien und in China vor.[1]
  - Dewevrella De Wild.: Sie enthält nur eine Art:
    - Dewevrella cochliostema De Wild.: Sie kommt in der Republik Kongo, in der Demokratischen Republik Kongo und in Gabun vor.[1]

  - Epigynum Wight: Die etwa fünf Arten sind vom tropischen Asien bis ins südliche China verbreitet.[1]
  - Ichnocarpus R.Br.: Die etwa drei Arten sind vom tropischen Asien bis ins südliche China und im nördlichen Australien verbreitet.[1]
  - Ixodonerium Pit.: Sie enthält nur eine Art:
    - Ixodonerium annamense Pit.: Sie kommt nur im zentralen Vietnam vor.[1]

  - Micrechites Miq.: Die etwa zwölf Arten sind vom östlichen Himalaja bis zu den Salomonen verbreitet.[1]
  - Papuechites Markgr.: Sie enthält nur eine Art:
    - Papuechites aambe (Warb.) Markgr.: Sie kommt von den Molukken bis zum Bismarck-Archipel vor.[1]

  - Parameria Benth.: Die etwa drei Arten sind von Malesien bis ins südliche China verbreitet.[1]
  - Parepigynum Tsiang & P.T.Li: Sie enthält nur eine Art:
    - Parepigynum funingense Tsiang & P.T.Li: Sie kommt im nördlichen Vietnam und in den chinesischen Provinzen Guizhou sowie südlichen Yunnan vor.[1]

  - Pottsia Hook. & Arn.: Die etwa drei Arten kommen auf Java und vom nordöstlichen Indien bis ins südliche China vor.[1]
  - Sindechites Oliv.: Sie enthält nur eine Art:
    - Sindechites henryi Oliv.: Sie kommt im südlichen China vor.[1]

  - Sternjasmin (Trachelospermum Lem.): Die etwa neun Arten sind vom tropischen bis subtropischen Asien verbreitet.[1]
  - Urceola Roxb.: Die etwa 17 Arten sind vom tropischen bis subtropischen Asien verbreitet.[1]
  - Vallaris Burm. f.: Die etwa drei Arten sind vom tropischen Asien bis ins südliche China verbreitet.[1]

- Tribus Baisseeae (Pichon ex de Kruif) M.E.Endress (Syn.: Baisseinae Pichon ex De Kruif): Sie hat 2007 den Rang einer Tribus erhalten. Die drei Gattungen kommen in Afrika, Madagaskar und Malesien vor:
  - Baissea A.DC.: Die etwa 18 Arten sind vom tropischen Afrika bis Namibia und in Malesien verbreitet.[1]
  - Motandra A.DC.: Die nur drei Arten sind im tropischen Afrika verbreitet.[1]
  - Oncinotis Benth.: Die sieben Arten sind im tropischen und südlichen Afrika sowie Madagaskar verbreitet.

- Tribus Echiteae G.Don: Sie enthält etwa 19 Gattungen:
  - Angadenia Miers: Die nur zwei Arten sind im südlichen Florida und auf Karibischen Inseln verbreitet.[1]
  - Artia Guillaumin: Die nur fünf Arten kommen nur in Neukaledonien vor.[1]
  - Asketanthera Woodson: Die etwa fünf Arten kommen auf den nördlichen Karibischen Inseln vor.[1]
  - Bahiella J.F.Morales: Die zwei Arten kommen im nordöstlichen Brasilien vor.[1]
  - Echites P.Browne: Die elf Arten kommen von Mexiko bis Kolumbien, in Florida und auf Karibischen Inseln vor.[1]
  - Ecua D.J.Middleton: Sie enthält nur eine Art:
    - Ecua moluccensis D.J.Middleton: Sie kommt auf den Molukken vor.[1]

  - Fernaldia Woodson: Die drei Arten kommen von Mexiko bis Panama vor.[1]
  - Hylaea J.F.Morales: Die zwei Arten kommen vom südlichen Venezuela bis ins nördliche Brasilien vor.[1]
  - Laubertia A.DC.: Die etwa drei Arten sind in Mexiko und im westlichen und zentralen Südamerika verbreitet.[1]
  - Macropharynx Rusby: Die fünf Arten sind von Zentralamerika bis zum tropischen Südamerika verbreitet.[1]
  - Parsonsia R.Br.: Die 85 Arten kommen vom tropischen und subtropischen Asien bis zu den Inseln im südwestlichen Pazifik vor.[1]
  - Peltastes Woodson: Die zehn Arten sind in Costa Rica, in Panama und im tropischen Südamerika verbreitet.[1]
  - Pentalinon Voigt: Die zwei Arten kommen von Florida bis Nicaragua und auf Karibischen Inseln vor.[1]
  - Prestonia R.Br.: Die 62 Arten sind von Mexiko bis zum tropischen Südamerika verbreitet.[1]
  - Rhodocalyx Müll.Arg.: Sie enthält nur eine Art:
    - Rhodocalyx rotundifolius Müll.Arg.: Sie ist in Bolivien, im nordöstlichen Paraguay und in weiten Teilen Brasiliens verbreitet. Sie wird auch als Prestonia erecta J.F.Morales zu Prestonia gestellt.[1]

  - Salpinctes Woodson: Die zwei Arten kommen in Venezuela vor. Sie werden auch von manchen Autoren zu Mandevilla gestellt.[1]
  - Temnadenia Miers: Die vier Arten kommen vom westlichen Südamerika bis Brasilien vor.[1]
  - Thenardia Kunth: Die drei Arten kommen von Mexiko bis Honduras vor.[1]
  - Thoreauea J.K.Williams: Die drei Arten kommen in Mexiko vor.[1]

- Tribus Malouetieae Müll.Arg.: Sie enthält etwa zehn Gattungen:
  - Allowoodsonia Markgr.: Sie enthält nur eine Art:
    - Allowoodsonia whitmorei Markgr.: Sie kommt nur auf den Salomonen vor.[1]

  - Carruthersia Seem.: Die etwa vier Arten sind auf den Philippinen und von den Salomonen bis zu den Inseln im südwestlichen Pazifik verbreitet.[1]
  - Funtumia Stapf: Die nur zwei Arten sind im tropischen Afrika weitverbreitet.[1]
    - Funtumia africana (Benth.) Stapf: Aus West- und Zentralafrika bis nach Ostafrika

  - Holarrhena R.Br.: Die etwa fünf Arten sind in Afrika und von Indien bis Malaysia weitverbreitet.[1]
  - Kibatalia G.Don: Die etwa 15 Arten sind von Indochina bis Malesien weitverbreitet.[1]
  - Malouetia A.DC.: Die etwa 31 Arten sind in der Neotropis und im tropischen Afrika weitverbreitet.[1]
  - Mascarenhasia A.DC.: Die acht Arten sind von Kenia bis Mosambik und auf Inseln im westlichen Indischen Ozean verbreitet.[1]
  - Neobracea Britton: Die etwa acht Arten kommen auf Kuba und den Bahamas vor.[1]
  - Pachypodium Lindl.: Die etwa 21 Arten sind vom tropischen bis ins südliche Afrika sowie in Madagaskar weitverbreitet.[1]
  - Spirolobium Baill.: Sie enthält nur eine Art:
    - Spirolobium cambodianum Baill.: Sie ist Indochina und Malaysia mit Borneo verbreitet.[1]

- Tribus Mesechiteae Miers: Sie enthält etwa fünf Gattungen:
  - Allomarkgrafia Woodson: Die etwa neun Arten sind von Honduras bis Peru verbreitet.[1]
  - Forsteronia G.Mey.: Die etwa 43 Arten sind von Mexiko bis ins tropische Südamerika weitverbreitet.[1]
  - Mandevilla Lindl.: Die etwa 174 Arten sind von Mexiko bis ins tropische Südamerika weitverbreitet.[1]
  - Mesechites Müll.Arg.: Die etwa acht Arten sind in der Neotropis weitverbreitet.[1]
  - Tintinnabularia Woodson: Die nur drei Arten sind von Mexiko bis Guatemala verbreitet.[1]

- Tribus Nerieae Baill.:
  - Wüstenrosen (Adenium Roem. & Schult.): Sie enthält fünf (bei manchen Autoren auch mehr) Arten im tropischen und südlichen Afrika sowie auf der Arabischen Halbinsel.[1]
  - Alafia Thouars: Die etwa 26 Arten kommen im tropischen Afrika und Madagaskar vor.[1]
  - Farquharia Stapf: Sie enthält nur eine Art:
    - Farquharia elliptica Stapf: Sie kommt im westlichen sowie westlich-zentralen tropischen Afrika vor.[1]

  - Isonema R.Br.: Die nur drei Arten sind im westlichen sowie westlich-zentralen tropischen Afrika verbreitet.[1]
  - Nerium L.: Sie enthält nur eine Art:
    - Oleander (Nerium oleander L.): Sie ist vom Mittelmeerraum über den Nahen sowie Mittleren Osten bis zum Indischen Subkontinent und Myanmar weitverbreitet.[1]

  - Strophanthus DC.: Die etwa 39 Arten sind vom tropischen bis ins südliche Afrika sowie im zentralen Malesien verbreitet.[1]

- Tribus Odontadenieae Miers:
  - Cycladenia Benth.: Sie enthält nur eine Art:
    - Cycladenia humilis Benth.: Sie kommt mit drei Varietäten in den südwestlichen USA vor.[1]

  - Elytropus Müll.Arg.: Sie enthält nur eine Art:
    - Elytropus chilensis (A.DC.) Müll.Arg.: Sie ist in Chile und Argentinien verbreitet.[1]

  - Odontadenia Benth.: Die etwa 20 Arten sind in der Neotropis weitverbreitet.[1]
  - Secondatia A.DC.: Die fünf Arten sind in Jamaika und im tropischen Südamerika verbreitet.[1]
  - Stipecoma Müll.Arg.: Sie enthält nur eine Art:
    - Stipecoma peltigera (Stadelm.) Müll.Arg.: Sie ist in Bolivien und Brasilien verbreitet.[1]

  - Thyrsanthella (Baill.) Pichon: Sie enthält nur eine Art:
    - Thyrsanthella difformis (Walter) Pichon: Sie ist in den USA verbreitet.[1]

- Tribus Rhabdadenieae Pichon ex M.E.Endress: Sie enthält nur eine Gattung:[4]
  - Rhabdadenia Müll.Arg.Müll.Arg.: Die etwa drei Arten sind in der Neotropis weitverbreitet.[1]

- Tribus Wrightieae G.Don:
  - Pleioceras Baill.: Die etwa fünf Arten sind im tropischen Afrika verbreitet.[1]
  - Stephanostema K.Schum.: Sie enthält nur eine Art:
    - Stephanostema stenocarpum K.Schum.: Dieser Endemit kommt nur im Uzaramo Distrikt im östlichen Tansania vor.[1]

  - Wrightia R.Br.: Die etwa 33 Arten sind von Äthiopien bis ins südliche Afrika und im tropischen bis subtropischen Asien weitverbreitet.[1]

- Incertae sedis in Apocynoideae (ohne Zuordnung zu einer Tribus):
  - Eucorymbia Stapf: Sie enthält nur eine Art:
    - Eucorymbia alba Stapf: Sie ist in Malaysia, Sumatra und Borneo verbreitet.[1]

  - Galactophora Woodson: Die etwa sechs Arten sind im tropischen Südamerika verbreitet.[1]
  - Vallariopsis Woodson: Sie enthält nur eine Art:
    - Vallariopsis lancifolia (Hook. f.) Woodson: Sie ist im westlichen Malesien verbreitet.